# Club Internacional de Fútbol Miami
Il Club Internacional de Fútbol Miami, meglio conosciuto come Inter Miami CF o, più semplicemente, come Inter Miami, è un club calcistico statunitense con sede nella città di Miami, in Florida, militante nella Eastern Conference della Major League Soccer a partire dal 2020; disputa le proprie partite casalinghe al Chase Stadium, impianto da 21 550 posti a sedere. Il club è stato fondato nel 2018 da un gruppo di investitori guidato dall'ex calciatore David Beckham, l'Inter Miami ha cominciato l'attività sportiva nel 2020, gareggiando fin da subito nella Major League Soccer; i colori sociali del club sono il rosa e il nero.
Nel corso della sua storia, il club ha vinto una Leagues Cup (2023) e un Supporters' Shield (2024); contestualmente a quest'ultimo trofeo, ha inoltre stabilito il primato per il maggior numero di punti conquistati nel corso di una singola stagione regolare della Major League Soccer.

## Storia

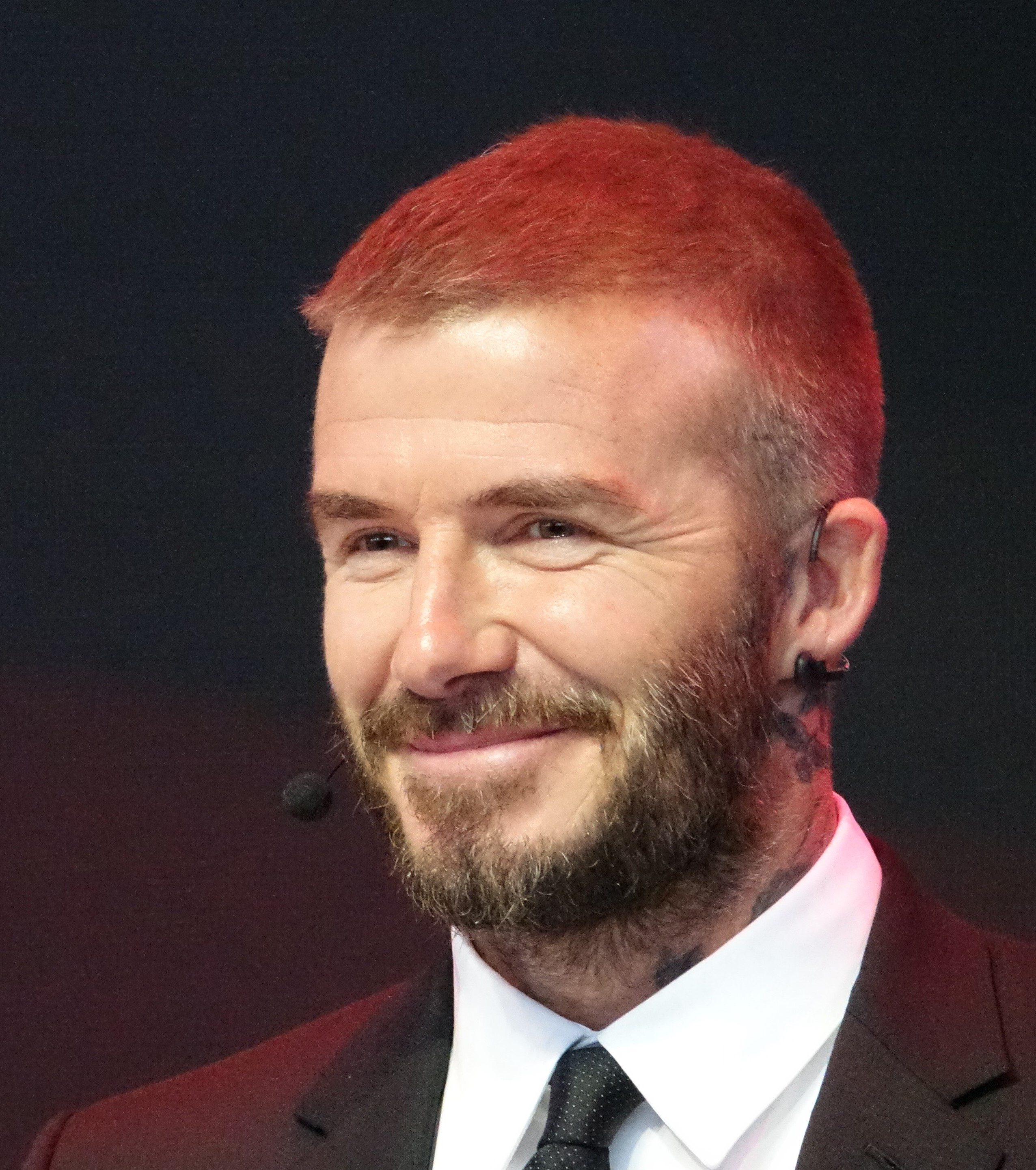
David Beckham, co-proprietario e presidente del club

La città di Miami ebbe una franchigia in MLS precedente all'Inter Miami, ma l'esperienza dei Miami Fusion durò solo quattro stagioni, dal 1998 al 2001. Nel novembre 2012 il commissioner della MLS Don Garber confermò la volontà di ampliare il numero delle partecipanti al campionato con una nuova franchigia di base a Miami.
Dopo alcune manifestazioni di interesse da parte di soggetti diversi e trattative con potenziali investitori, nel febbraio 2014 la lega annunciò che l'ex calciatore britannico David Beckham aveva esercitato l'opzione per l'acquisto di un club di MLS e che la cordata di investitori capeggiata dall'ex centrocampista avrebbe fondato una franchigia a Miami, investendo anche nella costruzione di un nuovo impianto (requisito ritenuto imprescindibile dalla lega). I soci di Beckham sono i fratelli Mas (immobiliaristi urbani), il giapponese Masayoshi Son (magnate del web) e il boliviano Marcelo Claure (magnate delle telecomunicazioni e proprietario del Club Bolívar).
Il 29 gennaio 2018 Miami venne annunciata come la venticinquesima squadra partecipante alla MLS a partire dalla stagione 2020. Il 5 settembre dello stesso anno fu ufficializzato che il nome della franchigia sarebbe stato Club Internacional de Fútbol Miami, comunemente abbreviato in Inter Miami CF.
Il 30 dicembre 2019 l'uruguaiano Diego Alonso venne ingaggiato come nuovo allenatore del neonato club. Il 1º marzo 2020 la squadra esordì ufficialmente in MLS con una sconfitta rimediata contro il Los Angeles Football Club per 1-0 al DRV PNK Stadium. La prima stagione si rivelò deludente, con cinque sconfitte su cinque e con sole sette vittorie in 23 partite di campionato, ma, nonostante ciò, riuscì a qualificarsi per il Play-in round, venendo sconfitta 3-0 da Nashville. Durante la fase pre-campionato della stagione 2021, il 7 gennaio Diego Alonso venne esonerato ed al suo posto venne chiamato Phil Neville;inoltre vennero ingaggiati calciatori di alto livello come l'attaccante argentino Gonzalo Higuaín e il centrocampista francese Blaise Matuidi. Nonostante il cambio di allenatore e gli acquisti di spessore, la stagione si rivelò altalenante e, alla fine, avara di successi: difatti, nella prima parte di stagione la squadra vinse soltanto due partite nelle prime dodici giornate di campionato, mentre nella parte centrale della stagione subì solo una sconfitta in undici partite, perdendone poi altre otto, di cui sei consecutivamente. I risultati discontinui negarono l'accesso ai play-off e relegarono il club al terzultimo posto. 
L'annata seguente la società operò sostanziali cambiamenti all'interno della rosa; lasciarono il club diversi giocatori, tra cui l'attaccante Higuaín, che si ritirò dal calcio giocato, e cedendo in prestito Julián Carranza. La stagione procedette sulla falsariga di quella precedente, con ulteriori risultati altalenanti i quali portarono la squadra a raggiungere il tredicesimo posto in regular season, che valse la qualificazione al primo turno dei play-off con la conseguente sconfitta contro il New York City.
Il 15 luglio 2023, dopo una prima parte di stagione decisamente difficile e che vedeva la compagine della Florida nei bassifondi della classifica, fu annunciato l'ingaggio del fuoriclasse argentino Lionel Messi, già vincitore di sette Palloni d'oro, che si accordò con l'Inter Miami dopo la scadenza del contratto con il Paris Saint-Germain.
Sempre in estate vennero ingaggiati due calciatori spagnoli, Sergio Busquets e Jordi Alba, ex compagni di Messi ai tempi del Barcellona e liberi di accordarsi con il Miami dopo la naturale scadenza di contratto col club catalano. Il 19 agosto il club conquistò il primo titolo ufficiale della propria storia, battendo in finale di Leagues Cup il Nashville per 10-9 ai calci di rigore, dopo che i tempi regolamentari erano terminati in parità con il punteggio di 1-1; contestualmente, l'attaccante argentino Messi vinse il titolo di miglior giocatore del torneo e quello di capocannoniere, viste le dieci reti realizzate in sette partite disputate. Il 27 settembre l'Inter Miami disputò la seconda finale, in questa occasione contro lo Houston Dynamo, nella coppa nazionale: il match, al quale Messi non poté prendere parte a causa di un infortunio, terminò con una sconfitta per 2-1.
Il 3 ottobre 2024 la squadra riuscì a vincere il Supporters' Shield, primo trofeo nazionale nella storia del club, stabilendo anche il nuovo record di punti nella stagione regolare (74) della Major League Soccer. In virtù di questo successo, il club si qualificò per la Coppa del mondo per club FIFA 2025 come società del Paese ospitante, con il primo match del nuovo formato della coppa da disputarsi all'Hard Rock Stadium di Miami.

## Colori e simboli

### Colori
I colori sociali dell'Inter Miami sono il rosa, il nero e il bianco. Inizialmente la scelta di questa cromatura non era ben vista dalla tifoseria, ma il proprietario del club, David Beckham, motivò così questa scelta:
(David Beckham)
Durante le prime due stagioni, nelle gare casalinghe il club ha adottato una maglia bianca con inserti rosa e pantaloncini rosa, mentre dalla stagione 2022 ha scelto di adottare una maglia rosa con inserti neri e pantaloncini rosa. Nelle gare in trasferta la squadra ha sempre utilizzato una maglia nera con inserti rosa e pantaloncini neri.
- Prima divisa

| Adidas 2020-2021 |  | Adidas 2022-2023 |  | Adidas 2024- |

- Seconda divisa

| Adidas 2020 | Adidas 2021-2022 | Adidas 2023-2024 | Adidas 2025- |

### Simboli ufficiali

#### Stemma

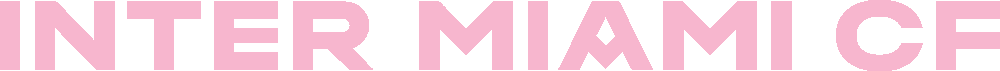
Il brand ufficiale dell'Inter Miami.

Il logo, realizzato con lo stile e i colori che richiamano la tradizione Art déco della città, è un cerchio con due aironi bianchi maggiori che incrociano le loro zampe a formare la M di Miami. Tra i due aironi c'è un sole parzialmente eclissato con sette raggi, in omaggio al numero che era solito vestire David Beckham da calciatore. Il cerchio presenta anche il nome per esteso del club in lingua spagnola, a motivo della presenza di circa l'ottanta per cento degli abitanti ispanici presenti sul territorio, e il numero romano MMXX sta ad indicare la stagione inaugurale del club.

#### Mascotte
La mascotte ufficiale della società è l'airone, scelto dai tifosi nel 2018, che è l'uccello che viene rappresentato all'interno dello stemma societario, simboleggiante forza, protezione e pazienza nella mitologia universale; inoltre, questa è una delle specie predominanti e iconiche nel territorio del Sud della Florida.

## Strutture

### Stadio
Nel luglio 2018 i proprietari dell'Inter Miami annunciarono la costruzione di uno stadio di proprietà dalla capienza di 25 000 posti, il Miami Freedom Park, che, una volta ultimato, sorgerà in un sito vicino all'Aeroporto Internazionale di Miami.
Nel novembre 2019 fu indetto un referendum per chiedere all'elettorato di esprimersi circa la volontà di avere un nuovo stadio, per il quale non si sarebbero spesi soldi pubblici; il 60% dei votanti si espresse a favore del progetto e il 28 aprile 2022 la Commissione della città di Miami approvò il progetto per la costruzione del nuovo stadio.
Il 29 agosto 2023, il club annunciò l'inizio dei lavori a partire dal mese successivo per una durata stimata di circa un anno e mezzo.
In attesa del completamento dei lavori di costruzione del Miami Freedom Park, l'Inter Miami disputa le partite casalinghe nell'impianto del Chase Stadium, uno stadio da 18 000 posti in costruzione a Fort Lauderdale, nell'area del vecchio Lockhart Stadium, ampliato per la stagione 2024 fino a 21 550 posti a sedere.

### Centro di allenamento
L'Inter Miami ha un proprio centro d'allenamento, il "Florida Blue Training Center", la cui estensione raggiunge i 50 000 metri quadrati e che è dotato di sei campi in erba naturale ed un campo in erba sintetica. All'interno del centro sportivo si allenano tutte le squadre giovanili del club, così come la prima squadra.

## Società

### Organigramma societario
Di seguito l'organigramma societario dell'Inter Miami.
- David Beckham - Proprietario
- Jorge Mas - Proprietario
- Jose Mas - Proprietario
- Ares Management - Proprietario

### Sponsor
Di seguito la cronologia degli sponsor tecnici del club.
- 2020-presente: Adidas

### Impegno nel sociale
La società sportiva ha una fondazione, denominata "Inter Miami FC Foundation", attraverso la quale organizza diverse attività a sfondo benefico e promuove iniziative favorendo l'inclusione sociale delle classi meno abbienti. Tra le attività svolte, il club statunitense fornisce supporto ai ragazzi della comunità ispanica presente nel territorio del South Florida dando loro supporto e aiuto nel percorso formativo e sportivo.

### Settore giovanile
Contestualmente alla creazione del nuovo campionato professionistico, la MLS Next Pro, creato dalla Major League Soccer come campionato riserve ed operante come terza divisione calcistica della piramide calcistica a stelle e strisce, il club affiliò una squadra riserve, l'Inter Miami II, la quale debuttò nella stagione 2022. Anche il team filiale disputa le proprie partite casalinghe al Chase Stadium.
La società possiede anche una propria Academy, fondata nel 2019, nella quale sono presenti le categorie giovanili U-12, U-13, U-14, U-15 e U-17.

## Diffusione nella cultura di massa

### Musica
Il 1º ottobre 2020 venne girato il videoclip della canzone "Buya" del duo portoricano Domino Saints al Chase Stadium e nel video apparvero i calciatori, allora appartenenti al club, Rodolfo Pizarro e Nicolás Figal.
Nel 2023 il cantante Maluma ha composto una canzone, "Trofeo", in onore di Lionel Messi e nel videoclip ufficiale appare il calciatore argentino, all'interno dello stadio dell'Inter Miami e con indosso la maglia da gioco rosanero, mentre consegna al cantante colombiano una coppa. Il cantante stesso ha dichiarato:
(Maluma)

### Territorio
Il co-proprietario del club, David Beckham, commissionò all'artista Ignacio Bagnasco di realizzare un murales in onore dell'arrivo di Messi nella città di Miami: un murale di circa 20 metri di altezza fu dipinto nel cuore della città, nel quartiere di Wynwood.

### Hard Rock Cafe
A seguito dell'arrivo di Messi a Miami, la nota catena di ristoranti Hard Rock Cafe dedicò dapprima un sandwich al fuoriclasse argentino, chiamandolo Messi Chicken Sandwich; mentre il 22 ottobre 2024 venne lanciata sul mercato una serie di gadget e oggetti riprendendo la figura di Messi vestito da supereroe con un costume rosa.

## Allenatori e presidenti
| Cronologia degli allenatori - 2020-2021: Diego Alonso - 2021-2022: Phil Neville - 2023: Phil Neville (gen.- giu.) Javier Morales (giu. - ad interim) Gerardo Martino (giu.- dic.) - 2024 Gerardo Martino - 2025- Javier Mascherano | Cronologia dei presidenti - 2020- David Beckham |

## Calciatori

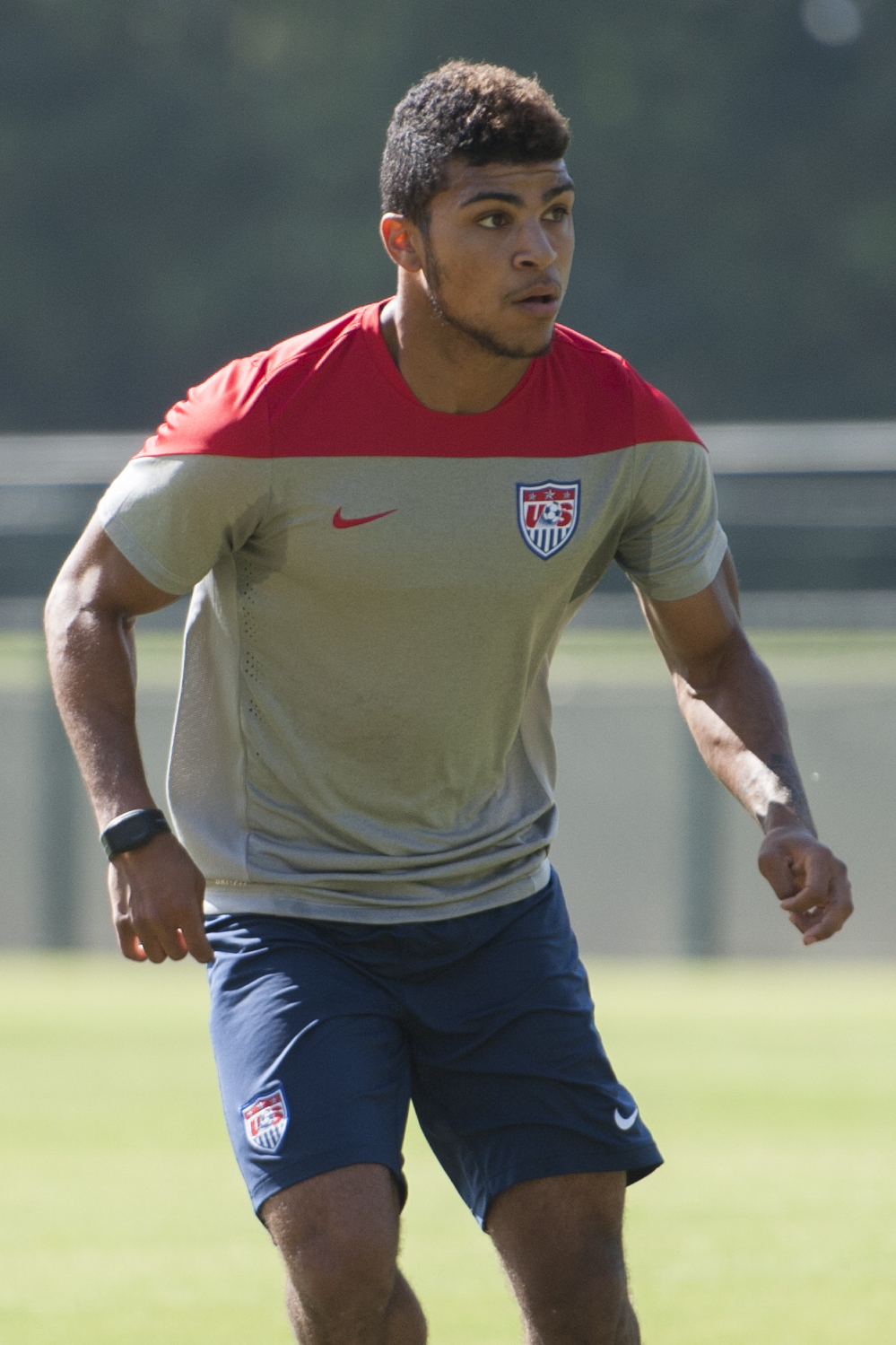
DeAndre Yedlin, capitano del club nel 2023

### Capitani
In totale sono quattro i capitani che hanno indossato la fascia e guidato la squadra. Il primo capitano fu Luis Robles, il secondo Gregore (per le stagioni 2021 e 2022); all'inizio del 2023 fu nominato capitano DeAndre Yedlin, il quale tenne la fascia al braccio fino all'arrivo di Lionel Messi.
- Luis Robles (2020)
- Gregore (2021-2022)
- DeAndre Yedlin (feb.-ago. 2023)
- Lionel Messi (ago. 2023-)

### Vincitori di titoli
L'Inter Miami è la prima franchigia statunitense a poter vantare nel proprio organico un calciatore vincitore del Pallone d'oro durante il periodo di militanza nel club.
Palloni d'oro
 Lionel Messi (2023)
The Best FIFA Men's Player
 Lionel Messi (2023)

### Contributo alle Nazionali

#### Nazionale statunitense
DeAndre Yedlin è l'unico calciatore statunitense ad essere stato convocato per un campionato del mondo e per una rassegna continentale; durante il campionato mondiale ha disputato due partite, contro il Galles (nella fase a gironi) e i Paesi Bassi (nella fase a eliminazione diretta), mentre durante la Gold Cup ha giocato tre match, tra cui la semifinale persa contro il Panama.

#### Altre nazionali
Da quando il club ha iniziato la propria attività agonistica, diversi giocatori hanno vestito la maglia della propria nazionale e alcuni di questi hanno partecipato a manifestazioni continentali o campionati del mondo: Kamal Miller con il Canada e Modesto Méndez con Cuba parteciparono alla Gold Cup 2023, mentre Matías Rojas prese parte alla Copa América 2024 con il Paraguay; anche David Ruíz giocò con l'Honduras nel 2023. Messi ha giocato alcune partite di qualificazione al campionato mondiale 2026 nel periodo in cui era tesserato con il club statunitense, risultando anche il primo calciatore del club ad aggiudicarsi un titolo con la propria nazionale (USA 2024).
Negli anni a venire altri calciatori in forza al club giocarono con la propria rappresentativa nazionale, come Luis Suárez e Diego Gómez, rispettivamente con l'Uruguay e il Paraguay. Per Suárez si trattò dell'ultima convocazione e dell'ultima presenza in nazionale.

## Palmarès

### Competizioni nazionali
- MLS Supporters' Shield: 1

2024

### Competizioni internazionali
- Leagues Cup: 1

2023

### Altri piazzamenti
- Lamar Hunt U.S. Open Cup:

Finalista: 2023

## Statistiche e record

### Partecipazione ai campionati
Di seguito la partecipazione dell'Inter Miami ai campionati.
| Livello | Categoria | Partecipazioni | Debutto | Ultima stagione | Totale |
| ------- | --------- | -------------- | ------- | --------------- | ------ |
| 1º      | MLS       | 6              | 2020    | 2025            | 6      |

### Partecipazione alle coppe
Di seguito la partecipazione dell'Inter Miami alle coppe.
| Competizione                  | Partecipazioni | Debutto | Ultima stagione | Totale |
| ----------------------------- | -------------- | ------- | --------------- | ------ |
| Lamar Hunt U.S. Open Cup      | 2              | 2022    | 2023            | 2      |
| CONCACAF Champions Cup        | 2              | 2024    | 2025            | 2      |
| Leagues Cup                   | 2              | 2023    | 2024            | 2      |
| Coppa del mondo per club FIFA | 1              | 2025    | 2025            | 1      |

### Statistiche di squadra
Includendo la stagione 2025, il club ha partecipato a sei campionati nazionali, giocati tutti in MLS, e alla US Open Cup a partire dall'edizione 2022. Per quanto riguarda le competizioni continentali, si è qualificata per l'edizione 2024 della CONCACAF Champions League in cui è arrivata fino ai quarti di finale. A partire dall'inizio della attività agonistica, ha raggiunto due volte i play-off, uscendo in entrambe le occasioni al primo turno.

### Statistiche individuali
Dati aggiornati al 17 agosto 2025.
| Presenze - 118 - Drake Callender (2020-) - 116 - Robert Taylor (2022-2025) - 100 - Leonardo Campana (2022-2024) - 82 - Victor Ulloa (2020-2023) - 82 - DeAndre Yedlin (2022-2024) Reti - 59 - Lionel Messi (2023-) - 36 - Luis Suárez (2024-) - 32 - Leonardo Campana (2022-2024) - 29 - Gonzalo Higuaín (2020-2022) - 18 - Robert Taylor (2022-2025) |

### Capocannonieri per singola stagione

#### In competizioni internazionali
Di seguito i capocannonieri in competizioni internazionali dei calciatori dell'Inter Miami.
- Lionel Messi (2023)[65]

## Tifoseria

### Storia
Esistono diversi gruppi ultras che sostengono l'Inter Miami. Questi gruppi vengono riconosciuti collettivamente come La Familia e ognuno di essi possiede dei propri valori sui quali sono fondati singolarmente. I gruppi ultras ufficialmente riconosciuti dalla società sono cinque in totale: il gruppo The Siege, il Vice City 1986, i Southern Legion, i Nacion Rosa y Negro ed i IMS.MMXX.

### Gemellaggi e rivalità
L'Inter Miami, data anche la recente nascita e la breve storia accumulata, non disputa incontri di rilevante antagonismo con altri club, nonostante ciò, negli anni si è sviluppata una certa rivalità con l'Orlando City, vista la loro vicinanza geografica.
Il club rosanero disputa anche un derby cittadino con il Miami FC, chiamato Miami Clásico. Il primo derby si è disputato il 19 aprile 2022 al Florida International University Soccer Stadium, un match valido per il terzo turno della U.S. Open Cup in occasione del quale vinse l'inter Miami per uno a zero grazie alla rete di Leonardo Campana all'83º minuto di gioco.

## Organico

### Rosa 2025

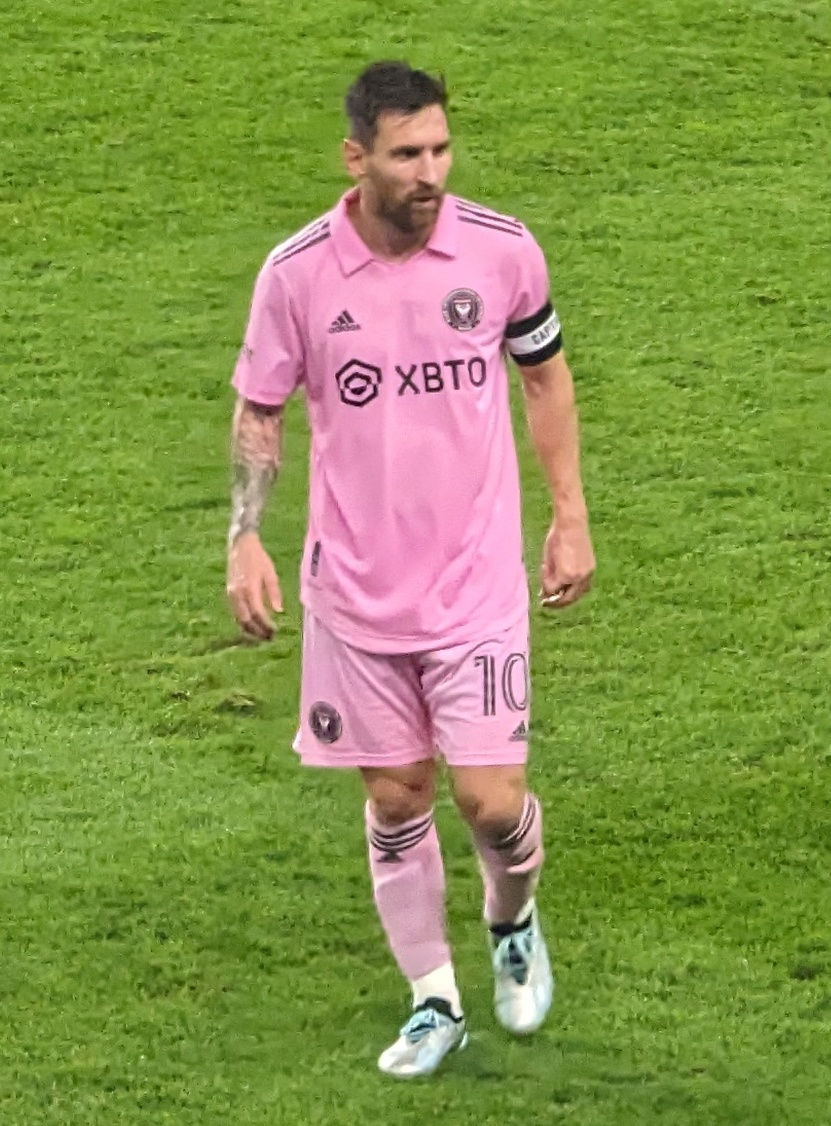
Lionel Messi, capitano del club dal suo arrivo nel 2023

Aggiornata al 20 agosto 2025.
| N. |                        | Ruolo | Calciatore              |
| -- | ---------------------- | ----- | ----------------------- |
| 2  | Argentina (bandiera)   | D     | Gonzalo Luján           |
| 5  | Spagna (bandiera)      | C     | Sergio Busquets         |
| 6  | Argentina (bandiera)   | D     | Tomás Avilés            |
| 7  | Argentina (bandiera)   | C     | Rodrigo de Paul         |
| 8  | Venezuela (bandiera)   | C     | Telasco Segovia         |
| 9  | Uruguay (bandiera)     | A     | Luis Suárez             |
| 10 | Argentina (bandiera)   | A     | Lionel Messi (capitano) |
| 11 | Argentina (bandiera)   | C     | Baltasar Rodríguez      |
| 14 | Haiti (bandiera)       | A     | Fafà Picault            |
| 15 | Stati Uniti (bandiera) | D     | Ryan Sailor             |
| 17 | Giamaica (bandiera)    | D     | Ian Fray                |
| 18 | Spagna (bandiera)      | D     | Jordi Alba              |
| 19 | Argentina (bandiera)   | P     | Óscar Ustari            |

| N. |                        | Ruolo | Calciatore         |
| -- | ---------------------- | ----- | ------------------ |
| 21 | Argentina (bandiera)   | A     | Tadeo Allende      |
| 25 | Stati Uniti (bandiera) | P     | William Yarbrough  |
| 26 | Stati Uniti (bandiera) | D     | Tyler Hall         |
| 29 | Ecuador (bandiera)     | A     | Allen Obando       |
| 30 | Stati Uniti (bandiera) | C     | Benjamin Cremaschi |
| 32 | Grecia (bandiera)      | D     | Noah Allen         |
| 34 | Argentina (bandiera)   | P     | Rocco Ríos Novo    |
| 37 | Uruguay (bandiera)     | D     | Maximiliano Falcón |
| 41 | Honduras (bandiera)    | C     | David Ruíz         |
| 42 | Italia (bandiera)      | C     | Yannick Bright     |
| 57 | Argentina (bandiera)   | D     | Marcelo Weigandt   |
| 62 | Stati Uniti (bandiera) | C     | Israel Boatwright  |
| 81 | Stati Uniti (bandiera) | C     | Santiago Morales   |

### Staff tecnico
Di seguito lo staff tecnico dell'Inter Miami aggiornato al 25 novembre 2024.
- Javier Mascherano - Allenatore
- Lucas Rodríguez Pagano - Vice allenatore
- Leandro Stillitano - Vice allenatore
- Manuel Alfaro - Preparatore atletico
- Pablo Blanco - Preparatore atletico
- Garrison Draper - Direttore sportivo